# September Gurls
«September Gurls» —en español: «Chicas de septiembre»— es una canción de la banda de rock Big Star. Escrita por Alex Chilton, sirvió como sencillo del segundo álbum de estudio del grupo, Radio City, en 1974.
A pesar de que nunca fue un superventas, es considerada un clásico por publicaciones como Rolling Stone y Allmusic. La canción apareció en el puesto 180° en la lista de las 500 mejores canciones de la historia según Rolling Stone, y es descrita como un «clásico del power pop».

## Versiones
The Bangles lanzaron una versión de esta canción en su disco de 1986 Different Light. Otras bandas que han grabado esta canción incluyen Superdrag y The Searchers.

## Tributos
El título del éxito de 2010 de Katy Perry «California Gurls» fue escrito así como tributo a Big Star. El mánager de Perry es fan de la banda, y le pidió a Perry que escribiese «girls» con una «u».